# Cornus coreana
Cornus coreana är en kornellväxtart som beskrevs av Wangerin. Cornus coreana ingår i släktet korneller, och familjen kornellväxter. Inga underarter finns listade i Catalogue of Life.